# Lista de presidentes de Altai

Brasão de armas de Altai

A República do Altai (antes chamada de República de Gorno-Altai), desde a queda da União Soviética, teve apenas quatro ocupantes na presidência da república.

## Presidentes
| Nome                | Imagem | Início do mandato | Fim do mandato |
| ------------------- | ------ | ----------------- | -------------- |
| Valery Chaptynov    |        | 1991              | 1997           |
| Semyon Zubakin      |        | 1997              | 2002           |
| Mikhail Lapshin     |        | 2002              | 2006           |
| Alexander Berdnikov |        | 2006              | presente       |